# Dossinia
Dossinia là một chi thực vật có hoa trong họ, Orchidaceae.